# Ново-Александровка (Тверская область)
Ново-Александровка — деревня в Торжокском районе Тверской области. Входит в состав Сукромленского сельского поселения.

## География
Располагается на берегу реки Рачайна. Находится в 24 км от города Торжок и в 60 км от Твери. Высота цента посёлка над уровнем моря — 164 м.

## История
В 1936—1963 гг — деревня входила в Высоковский район Калининской области.
До 1995 года деревня входила в Альфимовский сельсовет Торжокского района. До 2005 года деревня входила в Альфимовский сельский округ.

## Население
В 1996 году население деревни составляло 5 жителей.
В 2002 году население деревни составляло 3 жителя.
В 2008 году в деревне постоянно проживало 5 жителей.
| 2010 |
| ---- |
| 7    |